# Râul Jingulești
Râul Jingulești sau Râul Jungulești sau Râul Valea Jingulești este un afluent al râului Turcu. 

## Hărți
- Harta județului Brașov